# Беляниновский сельсовет
Беляниновский сельсовет — упразднённая административно-территориальная единица, существовавшая на территории Московской губернии и Московской области до 1959 года.
Беляниновский сельсовет был образован в первые годы советской власти. По данным 1924 года он входил в состав Коммунистической волости Московского уезда Московской губернии.
По данным 1926 года в состав сельсовета входил 1 населённый пункт — деревня Беляниново.
В 1929 году Беляниновский с/с был отнесён к Коммунистическому району Московского округа Московской области.
27 февраля 1935 года Беляниновский с/с был передан в Мытищинский район.
13 мая 1935 года из Осташковского с/с Пушкинского района в Беляниновский с/с был передан посёлок фабрики «Пролетарская отрада».
14 июня 1954 года к Беляниновскому с/с был присоединён Болтинский с/с.
31 июля 1959 года Беляниновский с/с был упразднён. При этом его территория была передана в Коргашинский с/с.